# Gherasim Rudi
Gherasim Rudi (4. března 1907 – 26. června 1982) také rusifikováno jako Gerasim Jakovlevič Rud (rusky Гера́сим Я́ковлевич Рудь, Gerásim Jákovlevič Ruď) byl politik Moldavské SSR a člen moldavského odboje za druhé světové války.
Rudi se narodil v Sărăţei v dnešním podněsterském okrese Rybnica. Zemřel 26. června 1982 v Kišiněvě. Rudi byl předseda Rady ministrů Moldavské SSR (5. ledna 1946 - 23. ledna 1958); do 4. dubna se úřad jmenoval předseda Rady lidových komisařů. Rudi podepsal rozhodnutí o deportaci více než 40 000 besarabských Rumunů na Sibiř v létě 1949. Operaci podnikla NKVD na příkaz Josifa Stalina 6. června 1949 a byla známá jako operace "Iug" (Jih). Po odchodu do důchodu byl rektorem Kišiněvského zemědělského institutu.